# Grand Théâtre de Cordoue
Le Grand Théâtre de Cordoue (Gran Teatro de Córdoba) est un théâtre situé dans la ville de Cordoue, dans la communauté autonome d'Andalousie, en Espagne. Construit au XIXe siècle, il se trouve au no 3 de l'Avenida del Gran Capitán, au nord du centre-ville.

## Histoire
Le bâtiment du Grand Théâtre de Cordoue a été conçu par l'architecte Amadeo Rodríguez Le théâtre a été inauguré le 13 avril 1873 avec la création de la zarzuela (opérette) Marta. 
Au fil du temps, le théâtre subit plusieurs modifications qui n'affectent pas fondamentalement sa structure. En 1970, le Grand Théâtre est fermé. En 1982, alors que les propriétaires du théâtre cherchent à le démolir, le Grand Théâtre est pris en charge par le Consortium de tourisme de Cordoue, un organisme public. Celui-ci fait déclarer le Grand Théâtre Bien historique artistique afin de le protéger. Le Grand Théâtre est alors restauré. Il rouvre en 1986.

## Description
Le Grand Théâtre de Cordoue dispose d'une salle en forme de fer à cheval capable d'accueillir environ un millier de spectateurs. 

## Activités et programmation
Le Grand Théâtre de Cordoue déploie une programmation ample et variée : théâtre, danse, musique, incluant des programmes pour la jeunesse. Cette programmation est sypervisée par l'Institut municipal des arts scéniques (Instituto Municipal de Artes Escénicas, abrégé en IMAE). Le Grand Théâtre accueille chaque année le Festival de guitare de Cordoue.